# Haliady
Haliady (gr. Ἄλιαι Háliai dosł. Panny morskie) – w mitologii greckiej menady towarzyszące armii Dionizosa, która przybywając z Wysp Egejskich zaatakowała Argolidę. Padły w boju z dowodzonymi przez Perseusza Argiwami. W Argos znajdował się ich grób, wspomniany przez Pauzaniasza.